# Викинг (космический аппарат)
Викинг — первый искусственный спутник Земли, разработанный в Швеции. Спутник был запущен 22 февраля 1986 года с космодрома Куру с помощью ракеты-носителя Ариан-1. Викинг использовался для исследования плазменных процессов в магнитосфере и ионосфере.

## История
Проект аппарата «Викинг» был предложен в январе 1978 года. С целью взять за основу технологию спутников программы S-3, были заключены договора с Boeing Aerospace. В 1983 году начались первые испытания.
Аппарат был запущен в качестве дополнительной полезной нагрузке к спутнику SPOT 1. Устройство разделения спутников было установлено на шведский спутник. Это позволило не менять конструкцию спутника SPOT. После разделения Викинг запустил собственный ракетный двигатель и вышел на расчётную полярную орбиту.
12 мая 1987 года аппарат перестал передавать данные и остался на орбите. В атмосферу Земли войдет и сгорит примерно через 1000000 лет.

## Конструкция
Аппарат представляет собой восьмиугольную призму, высотой 0,5 м и диагональю 1,8 м. Вдоль корпуса были установлены восемь 2,2 м  солнечных батарей. Дополнительно использовался никель-кадмиевый аккумулятор 12 А•ч.
Спутник осуществлял вращение с частотой 3 оборота в минуту с осью перпендикулярно плоскости орбиты. Телеметрия обеспечивалась линией S-диапазона на частоте 2208,163 МГц.
На орбите раскрывались две антенны, представляющие собой жёсткие стержни, длиной 8 метров и четыре гибких антенны длиной 80 м. С помощью них можно было измерять функцию распределения горячей плазмы от энергии 1 эВ до 300 кэВ, электрического поля с частотами до 500 кГц и магнитные поля с частотой до 10 кГц. Дополнительно для визуализации ультрафиолетового излучения полярных сияний на борту были установлены две камеры.